# Финида
Финида (итал. Finida) је насељено место у Републици Хрватској у Истарској жупанији. Административно је у саставу града Умага.

## Становништво
Према последњем попису становништва из 2011. године у насељу Финида живело је 378 становника у 141 домаћинставу.
Кретање броја становника по пописима 1857—2001.
| година пописа  | 1857. | 1869. | 1880. | 1890. | 1900. | 1910. | 1921. | 1931. | 1948. | 1953. | 1961. | 1971. | 1981. | 1991. | 2001. | 2011. |
| бр. становника | 0     | 0     | 0     | 0     | 0     | 0     | 0     | 0     | 3     | 4     | 8     | 18    | 0     | 0     | 359   | 378   |

Напомена:У 2001. настало издвајањем из насеља Петровија u kojemu su podaci sadržani u 1981. i 1991. Исказује се као део насеља од 1948.